# Крок (Крёз)
Крок (фр. Crocq, окс. Cròc) — коммуна во Франции, находится в регионе Лимузен. Департамент коммуны — Крёз. Входит в состав кантона Крок. Округ коммуны — Обюссон.
Код INSEE коммуны — 23069.

## Население
Население коммуны на 2010 год составляло 442 человека.
| 1962 | 1968 | 1975 | 1982 | 1990 | 1999 | 2010 |
| ---- | ---- | ---- | ---- | ---- | ---- | ---- |
| 704  | 746  | 844  | 834  | 674  | 546  | 442  |

## Экономика
В 2010 году среди 274 человек трудоспособного возраста (15—64 лет) 180 были экономически активными, 94 — неактивными (показатель активности — 65,7 %, в 1999 году было 68,3 %). Из 180 активных жителей работали 158 человек (78 мужчин и 80 женщин), безработных было 22 (12 мужчин и 10 женщин). Среди 94 неактивных 13 человек были учениками или студентами, 52 — пенсионерами, 29 были неактивными по другим причинам.